# Železniška postaja Hrastovlje
Železniška postaja Hrastovlje je ena izmed železniških postaj v Sloveniji, ki oskrbuje bližnji naselji Dol pri Hrastovljah (kjer se nahaja) ter Hrastovlje.